# Bonobo (glazbenik)
Simon Green (30. ožujka 1976.), poznatiji po umjetničkom imenu Bonobo, engleski je glazbenik, producent i DJ. 

## Životopis
Green je započeo karijeru nastupajući kao DJ pod imenom Barakas, te je zajedno s Robertom Luisom iz nezavisne diskografske kuće, Tru Thoughts, bio član skupine Nirobi & Barakas.
Njegova prva snimka pod pseudonimom Bonobo, objavljena je u listopadu 1999. godine kada je surađivao na pjesmi, "Terrapin", na Tru Thoughts kompilaciji,  When Shapes Join Together. 
Izdao je svoj prvi album, Animal Magic, 2001. godine kroz izdavačku kuću, Tru Thoughts. Cijeli album je bio potpuno samostalno instrumentaliziran i produciran te je Bonobo postao poznat kao jedan od "downtempo pionira."
Godine 2001., Bonobo je potpisao za nezavisnu producentsku kuću, Ninja Tune, te 2003. objavljuje svoj drugi studijski album, Dial 'M' For Monkey. 2005. godine, Bonobo je surađivao na DJ mixsetu Ninja Tunesa, "Solid Steel", sa svojim kompilacijskim albumom, It Came from the Sea, koji je sadržavao nekoliko novih snimki kao i remiksiranih pjesama.
Njegov treći album naslovljen Days to Come, objavljen je u listopadu 2006. Prvi singl s albuma bio je "Nightlite" na kojem je vokalno surađivala indijska glazbenica, Bajka. Nakon ovog albuma, njegove pjesme počele su se koristiti u brojnim projektima vezanim uz medije. 
Pjesma "The Keeper" na kojoj surađuje vokalistica, Andreya Triana, objavljena je u rujnu 2009. godine kao glavni singl s njegovog četvrtog albuma, Black Sands, izdanog u ožujku 2010. godine. Black Sands bio je iznimno hvaljen te je bio zaslužan za veće priznanje njegova rada.
U veljači 2012., remiksirano izdanje, Black Sands Remixed, objavljeno je kroz diskografsku kuću, Ninja Tune. Album sadrži snimke s originalnog albuma, Black Sands, za čiji su remix bili zaduženi elektronički producenti poput Machinedruma, Lapaluxa, Floating Points i Marka Pritcharda.
Peti studijski album, The North Borders, čiji je izlazak bio predviđen za 1. travnja 2013., objavljen je u ožujku iste godine u digitalnom formatu nakon što je promotivna kopija albuma procurila prije službenog datuma izdavanja. Album je dočekan s vrlo pozitivnim kritikama.

## Diskografija
Studijski albumi
- Animal Magic (2001.)
- Dial 'M' for Monkey (2003.)
- Days to Come (2006.)
- Black Sands (2010.)
- The North Borders (2013.)
- Migration (2017.)
- Fragments (2022.)

Kompilacijski albumi
- One Offs... Remixes & B-Sides (2002.)
- It Came from the Sea (2005.)
- Late Night Tales: Bonobo (2013.)

EP–ovi
- Scuba (2000.)
- Terrapin (2000.)
- Silver (2000.)
- The Shark (2000.)
- One Offs, Remixes & B-sides (2002.)
- Kota (2002.)
- Pick Up (2003.)
- Flutter (2003.)
- Live Sessions (2005.)
- The Keeper [feat. Andreya Triana] (2009.)
- Ten Tigers (2014.)
- The Flashlight (2014.)
- Bambro Koyo Ganda (2017)

Remiksirani albumi
- One Offs, Remixes & B-Sides (2002)

- Black Sands Remixed (2012.)

Koncertni albumi
- Live at Koko (2009.)
- The North Borders Tour - Live (2014.)

## Vanjske poveznice
- Službena stranica (engl.)

|  | Zajednički poslužitelj ima još gradiva o temi Bonobo |